# John Saris

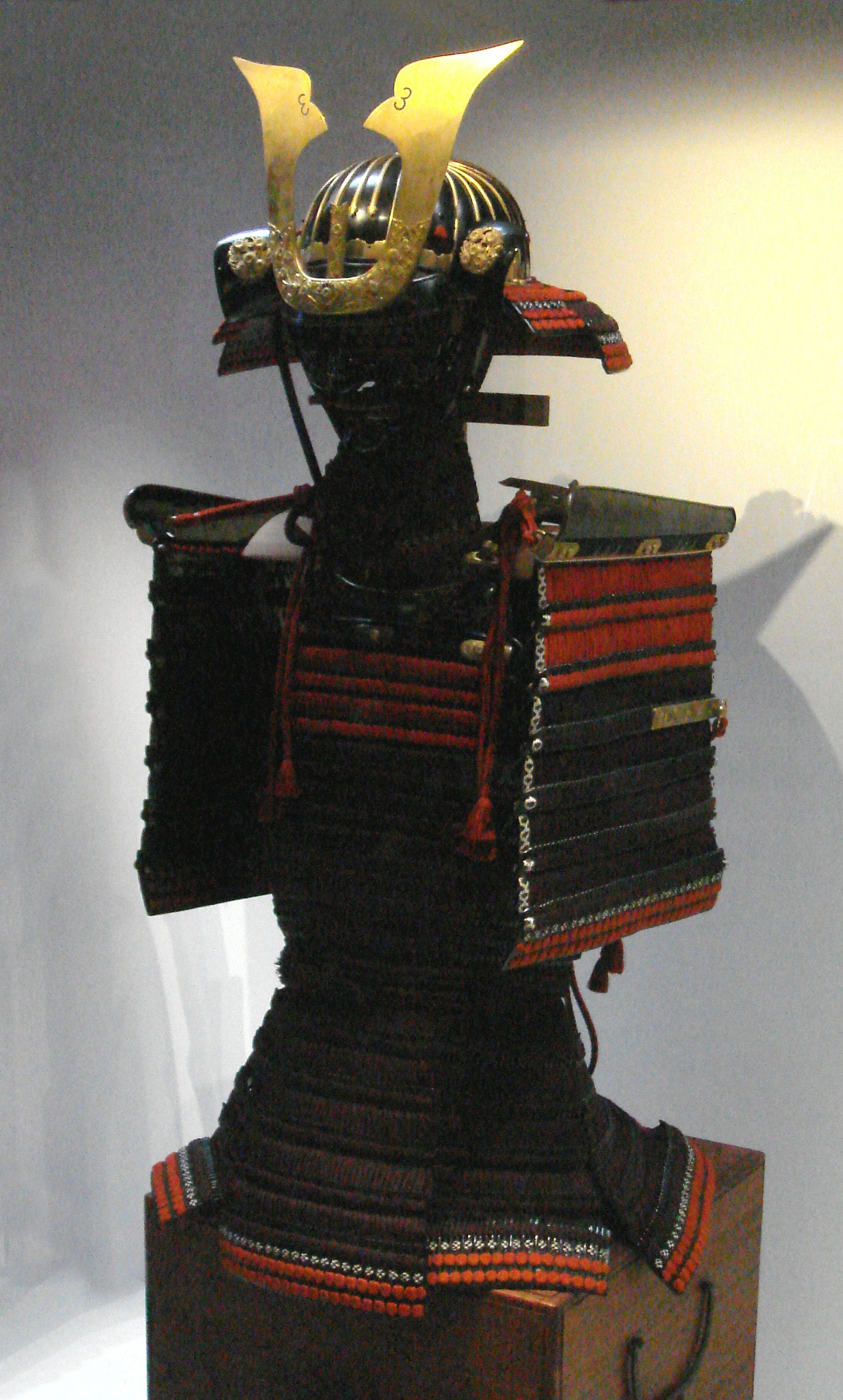
Une des deux armures offertes par Tokugawa Hidetada à John Saris pour le roi Jacques Ier en 1613, maintenant exposée dans la tour de Londres.

John Saris (1580 - 1643) est le capitaine du premier voyage anglais au Japon, en 1613, à bord du Clove (clou de girofle en anglais). En tant que chef du comptoir commercial  de Java de la Compagnie anglaise des Indes orientales, l'expédition de Saris avait surtout un but commercial.

## Liminaire
William Adams est le premier Anglais qui ait posé le pied au Japon, en avril 1600, mais il y est arrivé en tant que marin sur le navire hollandais Liefde (amour en néerlandais) et non sur un bateau anglais.

## Histoire
John Saris a reçu beaucoup d'aide de William Adams, qui était devenu conseiller du shogun pour les affaires étrangères. Ainsi, Saris a pu rencontrer le shogun retiré, Ieyasu Tokugawa, et son fils, Hidetada Tokugawa, le shogun actuel. Celui-ci a promis à Saris des avantages commerciaux accrus pour les Anglais, et a proposé, avec Adams, le port d'Uraga comme point stratégique d'accès à la baie d'Edo. Mais Saris a décidé de placer le comptoir commercial anglais loin de la capitale du shogun à Hirado, sur Kyūshū, l'île la plus au sud du Japon.
En 1623, Saris a quitté le Japon pour l'Angleterre, pour ne plus jamais retourner en Extrême-Orient. Il a laissé à Richard Cocks la responsabilité de la base de Hirado, qui a échoué, du en grande partie à l'influence et la puissance étendues des Néerlandais, qui s'étaient déjà établi à Kyūshū depuis quelque temps. Les Anglais ont également échoué à développer des rapports commerciaux avec la Chine, et ainsi le comptoir de Hirado a été abandonné dix ans après, en 1623.
Saris est tombé en disgrâce à son retour en Grande-Bretagne après avoir montré une collection de peintures japonaises érotiques (shunga) qu'il avait réunies pendant son séjour au Japon.
Saris est mort en 1643. Il est enterré à la All Saints Church à Fulham, Londres.

## Publications
Les récits de Saris ont été publiés en 1900, sous le titre Le Voyage du capitaine John Saris au Japon, 1613, (The Voyage of Captain John Saris to Japan, 1613), édité par Ernest M. Satow.